# Національна правозахисна премія
Національна правозахисна премія — всеукраїнська недержавна нагорода, яка присуджується платформою “Правозахисний порядок денний”  за особистий внесок у захист прав людини в Україні.

## Загальний опис
Задля популяризації цінностей прав людини, правозахисної роботи та підвищення її суспільної значимості, Правозахисним порядком денним було започатковано Національну правозахисну премію. Церемонія нагородження відбувається кожного року 10 грудня на День прав людини у рамках Національної правозахисної НЕконференції, що збирає правозахисників з різних куточків України.

## Процес номінування
Премія  заснована для відзначення персонального внеску лауреата  у захист прав людини чи розвиток правозахисного руху в Україні. Премія носить персональний характер та присуджується одній людині не більше одного разу. Вибір лауреатів премії не є професійним конкурсом та не ставить собі за мету виявити найкращого.
На здобуття премії можуть бути висунуті громадяни України, іноземні громадяни та особи без громадянства, які постійно проживають на території України, зробили значний внесок у справу захисту прав людини в Україні, досягли вагомих результатів у своїй правозахисній діяльності або сприяли розвитку правозахисного руху. Серед номінованих осіб не можуть бути керівники організацій, що входять до платформи  “Правозахисний порядок денний”.
Правом висунення на здобуття премії мають правозахисні організації, що зареєстровані чи працюють на території України в особі своїх керівників або уповноважених осіб.
Роль секретаріату премії, який забезпечує організацію, проведення конкурсу та церемонію нагородження виконує ГО «Центр громадянських свобод».
Кожна організація, що входить до платформи “Правозахисний порядок денний”, може висунути до трьох номінантів. Інші організації можуть висунути одного номінанта.

## Платформа “Правозахисний порядок денний”
Платформа “Правозахисний порядок денний” — неформальна коаліція правозахисних організацій, що працюють над розв’язанням системних проблем законодавства та практики для захисту фундаментальних прав людини. Учасниками платформи виступають Українська Гельсінська спілка з прав людини, Харківська правозахисна група, Центр громадянських свобод, Amnesty International в Україні, Центр прав людини ZMINA, Центр досліджень правоохоронної діяльності, Проєкт “Без кордонів”, “Євромайдан SOS”.

## Правозахисна #НеКонференція
Починаючи з 2016, щороку в дні відзначення підписання Загальної декларації прав людини Правозахисний порядок денний організовує масштабний захід – Національну правозахисну НеКонференцію. Захід відбувається у форматі тематичних майстерень, під час яких правозахисники, представники міжнародних організацій та органів державної влади підбивають підсумки за рік, обговорюють виклики та проблеми, з якими стикаються правозахисники: від захисту прав ЛГБТ, до в’язнів Кремля, проблем пенітенціарної системи, судової реформи до ситуації в інших країнах, як-от Білорусь чи М’янма. НеКонференція стала єдиним масштабним майданчиком для формулювання єдиних завдань та спільних позицій у сфері захисту прав людини в Україні.

## Лауреати

#### 2023
- Максим Буткевич[1][2] — правозахисник, журналіст, громадський діяч.

#### 2022
- Юрій Білоус — юрист, постійний і незалежний експерт з правових питань. З 2019 по 2021 рік був членом Комітету захисту прав адвокатів Ради адвокатів Київської області.  У 2021 році нагороджений почесною відзнакою Національної асоціації адвокатів України «Захисник адвокатури». З 2018 по 2020 р.р. був адвокатом Олега Чабана[3], українського політичного в’язня в Росії. На початку березня 2022 року за власною ініціативою розпочав pro bono роботу по збору доказів[4] воєнних злочинів російської армії на території України. З матеріалами Юрія Білоуса працює Міжнародний кримінальний суд в Гаазі, Служба безпеки України, Генеральна прокуратура України, Парламентська асамблея Ради Європи, українські та міжнародні правозахисні організації[5].
- Людмила Янкіна[6] — правозахисниця, керівниця напрямку із захисту представників громадянського суспільства, зокрема правозахисників, активістів, журналістів, блогерів Центру прав людини ZMINA, членкиня правління "Освітній дім прав людини у Чернігові", менторка у складі Ініціативи секторальної підтримки громадянського суспільства ЦЕДЕМ для посилення адвокаційних та комунікаційних можливостей організацій громадянського суспільства[7]. Активно захищає права жінок, представників ЛГБТІК-спільноти, національних меншин та корінних народів, біженців з країн авторитарних режимів, де представники громадянського суспільства піддаються переслідуванням. Під час Революції Гідності була активною волонтеркою, координувала волонтерську мережу та була волонтеркою-медиком.  Нагороджена ювілейною медаллю Президента України "За вагомий внесок у розвиток незалежності України".  З початку повномасштабного вторгнення Рф в Україну стала гуманітарною волонтеркою та патронажною медсестрою для найбільш вразливих категорій населення. Забезпечувала медикаментами, їжею та медичними засобами людей з інвалідністю, онкохворих, людей похилого віку Києва та Київської області.[8][5]

#### 2021
- Людмила Гусейнова — цивільна полонена з окупованого Новоазовська, громадська уповноважена з прав дитини в окремих районах Донецької області (ОРДО). Після окупації вона започаткувала всеукраїнський рух захисту прав дітей у селі Приморському, яке неподалік лінії фронту. Організувала регулярний збір та доправку до села приватним транспортом гуманітарної допомоги для дітей-сиріт і напівсиріт з Новоазовського інтернату, який Україна не встигла евакуювати, а бойовики розформували.

#### 2020
- Роман Мартиновський — кримський адвокат, експерт Регіонального центру прав людини (РЦПЛ), правозахисної організації із Севастополя, яка була вимушена залишити Крим після окупації Росією. Правозахисник підготував низку звітів для міжнародних організацій і судів для висвітлення незаконного переміщення населення з Криму, депортацій, заміни складу населення окупованого півострова, примусу кримчан до російського громадянства, захисту права власності, утисків за релігійною ознакою та інші. Ці звіти вивчали та заслуховували, зокрема, у Раді Європи, ООН, ОБСЄ, Європейському парламенті та Міжнародному кримінальному суді[9][10].
- Юлія Сачук — голова громадської організації “Fight for Right / Боротьба за права”, одна із засновниць різних кампаній на захист прав людей з інвалідністю, ініціаторка школи політичної участі для дівчат та жінок з інвалідністю “Лідерка”, ініціаторка проєкту «Бачу! Можу! Допоможу!», який має на меті привернути увагу до проблем незрячих або людей із порушеннями зору, пропагувати повагу до прав людини незалежно від її фізичних можливостей[9][10].

#### 2019
- Ірина М. — волонтерка, яка працює з полоненими на Донбасі (справжнього імені лауреатки не називали публічно, оскільки це пов’язане з питаннями безпеки).

#### 2018
- Дар’я Свиридова — правозахисниця Української Гельсінської спілки з прав людини (УГСПЛ), юристка, яка, зокрема, вела справи кримських політичних в’язнів, монітор Національного превентивного механізму. з 2008 року займалась просвітництвом у сфері прав людини у Ялті (Автономна Республіка Крим) та в усьому півострові. У 2012 році вона почала працювати координаторкою Освітніх програм УГСПЛ для юристів та адвокатів, що впроваджується у межах програми “Розуміємо права людини”. Окупація Кримського півострова змусила правозахисницю у 2014 переїхати до Києва, де вона продовжила правозахисну роботу.

#### 2017
- Олена Розвадовська — правозахисниця, яка працює з дітьми в зоні конфлікту на Донбасі. В 2017 році  створила громадську організацію “Сине пташеня”. Прочитала сотні лекцій та організувала театралізовані вистави для більш як 5 тисяч дітей про мінну небезпеку, проводила освітні програми, організовувала правопросвітницькі заходи, співпрацювала з місцевими органами у напрямку захисту прав дітей.  Під її особистою опікою більше 100 сімей[11].
- Марія Томак — журналістка і співкоординаторка Медійної ініціативи за права людини. У 2014 році займалася документуванням воєнних злочинів: збирала свідчення потерпілих на звільнених територіях, в окупованому Криму. Системно висвітлює важливі та резонансні судові справи, пов’язані з порушенням прав людини.[11][12]

#### 2016
- Геннадій Щербак — луганський правозахисник,  разом з організацією «Мирний берег» створив унікальну базу даних [13] про порушення прав людини в умовах війни на Донбасі, яка нараховує понад 10 000 тисяч справ.

## Про Національну правозахисну премію
"10 грудня у світі відзначають День прав людини. Сьогодні варто згадати тих людей, які ці права захищають. І серед них нашу колежанку Дар'ю Свиридову, яка стала лауреатом цьогорічної Національної правозахисної премії від платформи Правозахисний порядок денний", - зазначила  Олександра Матвійчук.
Уповноважена Верховної Ради України з прав людини Людмила Денисова вручила нагороду чоловіку Людмили Гусейнової, оскільки вона ув’язнена у Донецькому СІЗО вже понад 2 роки.
Громадський простір. Національну правозахисну премію – 2020 отримали Роман Мартиновський та Юлія Сачук
Стали відомі лауреати Національної правозахисної премії
Радіо Свобода. Премію за особистий внесок у захист прав людини в Україні цього року отримали Олена Розвадовська і Марія Томак
Громадське радіо. Національну правозахисну премію отримали двоє українських правозахисників
Вільне радіо. Допомагала дітям в окупації: полонену з Новоазовська нагородили Національною правозахисною премією
Десятка недержавних нагород і відзнак у сфері громадського активізму, волонтерства і благодійності.